# Dippach, Luxemburg (kommun)
Kommunen Dippach (franska: Commune de Dippach, luxemburgiska: Gemeng Dippech, tyska: Gemeinde Dippach) är en kommun i kantonen Capellen i sydvästra Luxemburg. Kommunen har 4 494 invånare (2022), på en yta av 17,42 km². Den utgörs av huvudorten Schouweiler samt orterna Bettange-sur-Mess, Dippach och Sprinkange.